# Kijewo Królewskie (gromada)
Kijewo Królewskie – dawna gromada, czyli najmniejsza jednostka podziału terytorialnego Polskiej Rzeczypospolitej Ludowej w latach 1954–1972.
Gromady, z gromadzkimi radami narodowymi (GRN) jako organami władzy najniższego stopnia na wsi, funkcjonowały od reformy reorganizującej administrację wiejską przeprowadzonej jesienią 1954 do momentu ich zniesienia z dniem 1 stycznia 1973, tym samym wypierając organizację gminną w latach 1954–1972.
Gromadę Kijewo Królewskie z siedzibą GRN w Kijewie Królewskim utworzono – jako jedną z 8759 gromad na obszarze Polski – w powiecie chełmińskim w woj. bydgoskim, na mocy uchwały nr 24/4 WRN w Bydgoszczy z dnia 5 października 1954. W skład jednostki weszły obszary dotychczasowych gromad Kijewo Król., Dorposz Szlachecki, Kijewo Szlacheckie i Płutowo ze zniesionej gminy Kijewo Królewskie w tymże powiecie. Dla gromady ustalono 23 członków gromadzkiej rady narodowej.
Według stanu na rok 1966 gromada obejmowała powierzchnię 29,1 km² i zamieszkana była przez 1947 mieszkańców. W jej skład wchodziły następujące sołectwa: Dorposz Szlachecki, Kijewo Królewskie (wraz z wsią Kosowizna), Kijewo Szlacheckie (wraz ze wsią Napole), Szymborno (wraz ze wsią Płutowo).
1 stycznia 1972 gromadę Kijewo Królewskie połączono z gromadą Trzebcz Szlachecki, tworząc z ich obszarów gromadę Kijewo Królewskie z siedzibą Gromadzkiej Rady Narodowej w Kijewie Królewskim w tymże powiecie (de facto gromadę Trzebcz Szlachecki zniesiono, włączając jej obszar do gromady Kijewo Królewskie).
Gromada przetrwała do końca 1972 roku, czyli do kolejnej reformy gminnej. 1 stycznia 1973 w powiecie chełmińskim reaktywowano gminę Kijewo Królewskie.